# Marius Vizer
Marius Vizer (* 7. November 1958 in Tinca) ist ein rumänisch-österreichischer Sportfunktionär und Geschäftsmann.

## Werdegang
Vizer durchlief in Rumänien eine Militärakademie. Er betrieb bis zum Alter von 24 Jahren Judo und war anschließend von 1982 bis 1988 in derselben Sportart als Trainer tätig. Als solcher betreute er unter anderem Alexandru Lungu, der 1994 Juniorenweltmeister wurde, und später Adrian Croitoru (Europameister 2000).
1988 floh Vizer über Ungarn nach Österreich. Nach der Rumänischen Revolution baute Vizer ab 1990 einen Fruchthandel zwischen Rumänien und Österreich auf. In Zusammenarbeit mit TVR veranstaltete er zudem die Lotterie Telebingo. Vizer, der Millionär wurde, weitete seine Geschäftstätigkeiten später auf Spielautomaten und das Bauwesen aus.
Er war von 1998 bis 2000 Vorsitzender des rumänischen Judoverbandes, im April 2000 wurde Vizer zum Vorsitzenden der Europäischen Judo-Union gewählt. Damit wurde er gleichzeitig Vizepräsident des Weltverbandes IJF.
2007 wurde Vizer IJF-Vorsitzender. Zu Beginn von Vizers Amtszeit verlieh der Verband dem damaligen russischen Ministerpräsidenten Wladimir Putin im Mai 2008 die IJF-Ehrenpräsidentenwürde, die Putin Ende Februar 2022 nach dem Beginn des Russischen Überfalls auf die Ukraine von der IJF wieder entzogen wurde. Im Oktober 2012 bezeichnete Vizer Putin anlässlich dessen Beförderung zum 8. Judo-Dan als „den perfekten Botschafter unseres Sports“. Eigener Aussage nach traf Vizer Putin erstmals 1999 im Rahmen einer Judoveranstaltung in Moskau. Die rumänische Zeitung Libertatea gab Vizer 2018 mit den Worten wieder: „Ich habe ein mehr als korrektes Verhältnis zu Putin.“ Laut Vizer verständigen sich beide untereinander auf Deutsch. Der Spiegel bezeichnete Vizer 2013 als „Freund von Russlands Präsident Putin“.
Unter Vizers Leitung führte die IJF 2009 die jährliche Wettkampfreihe Weltjudotour ein. Ende Mai 2013 wurde Vizer, der acht Sprachen spricht, zusätzlich zu seinem IJF-Amt zum Vorsitzenden von Sportaccord, der Vereinigung olympischer und nichtolympischer Sportfachverbände, gewählt. Der Spiegel bezeichnete ihn anlässlich der Wahl als einen „der mächtigsten Sportfürsten der Welt“. Vizer sprach sich für die Einrichtung eines neuen Sportgroßereignisses aus: Sein Vorhaben sah vor, alle vier Jahre an einem Austragungsort Weltmeisterschaften in 91 Sportarten zu veranstalten. Des Weiteren regte Vizer die Gründung einer Sportbank sowie einer weltweiten Sport-Lotterie an. Vizer kritisierte im April 2015 das Reformvorhaben des Internationalen Olympischen Komitees, die Agenda 2020, mit deutlichen Worten. Er äußerte, das IOC-System sei „abgelaufen, veraltet, falsch, unfair und überhaupt nicht transparent“. Mehrere Verbände traten daraufhin aus Sportaccord aus oder ließen ihre Mitgliedschaft ruhen, laut Deutschlandfunk geriet Vizer durch seine Aussagen „in die sportpolitische Isolation“. Rund einen Monat nach seiner Kritik am IOC legte Vizer sein Amt als Vorsitzender von Sportaccord nieder.